# Haplostachys bryanii
Haplostachys bryanii là một loài thực vật có hoa trong họ Hoa môi. Loài này được Sherff mô tả khoa học đầu tiên năm 1934.